# Linnavuoriana swaraji
Linnavuoriana swaraji är en insektsart som först beskrevs av Sharma 1978.  Linnavuoriana swaraji ingår i släktet Linnavuoriana och familjen dvärgstritar. Inga underarter finns listade i Catalogue of Life.